# Trevor Morris
Trevor Morris (* 25. Mai 1970 in London, Ontario) ist ein kanadischer Film- und Computerspielkomponist.

## Leben und Wirken
Trevor Morris studierte an der Schule St. Marys Violine und Chorgesang. Mit Dreizehn wurde Morris von seiner Schule beauftragt ein Stück anlässlich des Besuchs Papst Johannes Paul II. zu komponieren.
Von 2002 bis 2005 arbeitete Morris auch als Komponist ergänzender Musik für Filme wie Stealth – Unter dem Radar (2005), Die Insel (2005) oder Last Samurai (2003). Außerdem gab es Zusammenarbeiten mit anderen Komponisten wie Hans Zimmer (Ring 2, Spanglish, King Arthur), Ramin Djawadi (Blade: Trinity) oder Trevor Rabin (Bad Boys II). Hier trat Morris unter anderem als Arrangeur, Produzent oder Programmierer in Erscheinung.
Als eigenständiger Komponist ist er sowohl für Kino- wie auch Fernsehproduktionen tätig. Sein Schaffen umfasst mehr als 60 Produktionen.
2018 wurde er in die Academy of Motion Picture Arts and Sciences berufen, die jährlich die Oscars vergibt.

## Filmografie (Auswahl)

### Filme
- 1999: Teen Knight – Zurück ins Mittelalter (Teen Knight)
- 2005: 3 Needles
- 2007: The Hills Have Eyes 2
- 2009: The Marine 2
- 2010: Beautiful Boy
- 2011: Krieg der Götter (Immortals)
- 2012: The Scorpion King 3 – Kampf um den Thron (The Scorpion King 3: Battle for Redemption)
- 2012: Fire with Fire – Rache folgt eigenen Regeln (Fire with Fire)
- 2012: Death Race: Inferno (Death Race 3: Inferno)
- 2013: Olympus Has Fallen – Die Welt in Gefahr (Olympus Has Fallen)
- 2014: Brick Mansions
- 2015: Der Admiral – Kampf um Europa (Michiel de Ruyter)
- 2015: The Condemned 2
- 2016: London Has Fallen
- 2018: Hunter Killer
- 2018: Pfad des Kriegers (Redbad)

### Serien
- 1999–2002: Angela Anaconda
- 2000: Code Name: Eternity – Gefahr aus dem All (Code Name: Eternity)
- 2005–2006: E-Ring – Military Minds (E-Ring)
- 2006–2007: Justice – Nicht schuldig (Justice)
- 2007–2008: Moonlight
- 2007–2010: Die Tudors (The Tudors)
- 2009: Kings
- 2010: The Bridge
- 2010: Miami Medical
- 2010: Die Säulen der Erde (The Pillars of the Earth)
- 2010–2011: Chase
- 2011–2013: Die Borgias (The Borgias)
- 2012: The Firm
- 2012: Alphas
- 2012–2013: 666 Park Avenue
- 2013: Body of Proof
- 2013–2014: Dracula
- 2013–2017: Reign
- 2013–2020: Vikings
- 2015: Crossing Lines
- 2017: Emerald City – Die dunkle Welt von Oz (Emerald City)
- 2017: Marvel’s Iron Fist
- 2017–2018: Taken – Die Zeit ist dein Feind (Taken)
- 2017–2019: Shadowhunters
- 2017–2021: Castlevania
- 2019–2021: Another Life
- seit 2020: Big Sky
- 2022: Vikings: Valhalla

## Videospiele
- 2006: Need for Speed: Carbon
- 2007: SimCity Societies
- 2007: Command & Conquer 3: Tiberium Wars
- 2008: Command & Conquer 3: Kanes Rache
- 2008: Army of Two
- 2009: Marvel: Ultimate Alliance 2
- 2014: Dragon Age: Inquisition

## Auszeichnungen
Trevor Morris wurde zweimal mit einem Emmy ausgezeichnet: 2007 für Die Tudors und 2011 für Die Borgias. Darüber hinaus wurde er dreimal mit dem ASCAP Award (2008, 2009 und 2011, für Die Tudors) und zweimal mit dem Gemini Award (2010 und 2011, ebenfalls für Die Tudors) ausgezeichnet.